# Kistarcsai Kulturális Egyesület
Az 1993-ban alakult Kistarcsai Kulturális Egyesület (KIKE) elsődleges célja, hogy tevékenységével hozzájáruljon a település kulturális életének változatosabbá tételéhez. Bemutatkozási lehetőség biztosításával támogatja Kistarcsa és a környező települések közösségeit, szükség esetén anyagilag is segíti a helyi önszerveződő csoportokat. Tagsága 60-80 fő. Működési területe elsősorban Kistarcsa, de rendezvényeivel nemcsak a helyi lakosságot szólítja meg. A nemzetközi projektekben való aktív részvétele révén széles körben ismertté vált az európai civilek világában. Az egyesület minden tagja térítésmentesen, önkéntes munkával végzi a közösség érdekében vállalt feladatát.

## Főbb tevékenységek
- Heti rendszerességgel ismeretterjesztő előadások tartása, Deáktanya címmel.[2]
- Műsoros estek szervezése, melyeken tehetséges gyerekek, valamint amatőr és hivatásos felnőtt előadók léphetnek fel.
- Irodalmi, képzőművészeti és városszépítő pályázatok meghirdetése.[3]
- Minden év őszi időszakában kulturális hét rendezése.
- Szemináriumok, kézműves tanfolyamok szervezése, többnyire nemzetközi együttműködés keretében.
- A Kistarcsai Kalendárium és egyéb kiadványok megjelentetése.
- Ünnepségek szervezése különböző évfordulókra.
- Helyi értékek gyűjtése és ápolása.

### Régi képeslapok gyűjteménye
A KIKE egyik fő feladata a helytörténeti dokumentációk, tényanyagok felkutatása és közvetítése. Ennek keretében kezdett bele Kistarcsa témájú múltszázadbeli képeslapok gyűjtésébe, digitalizálásába és adatbázisba vételébe.

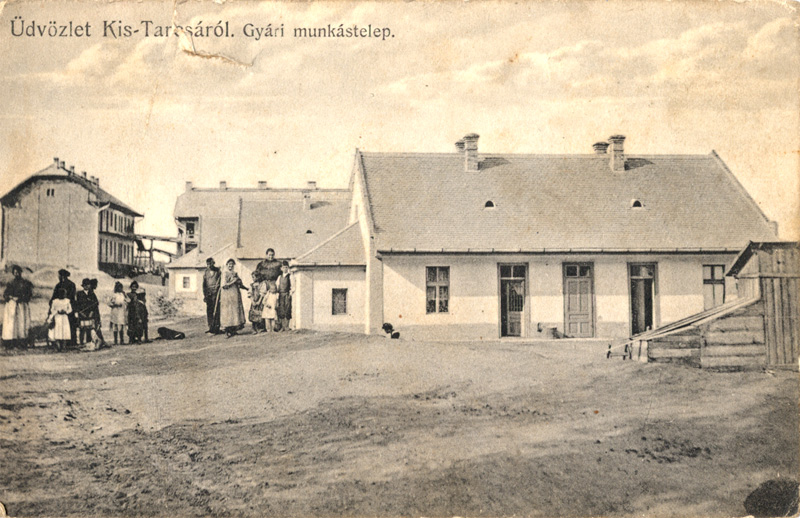
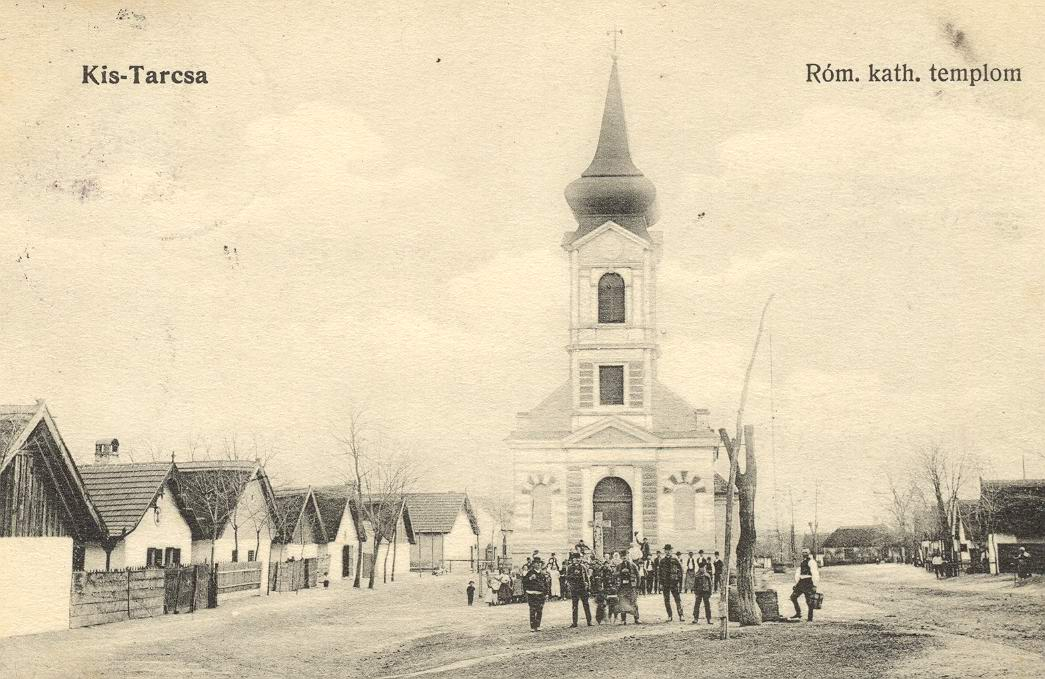

## Megvalósult projektek

### Simándy Józsefre emlékezve

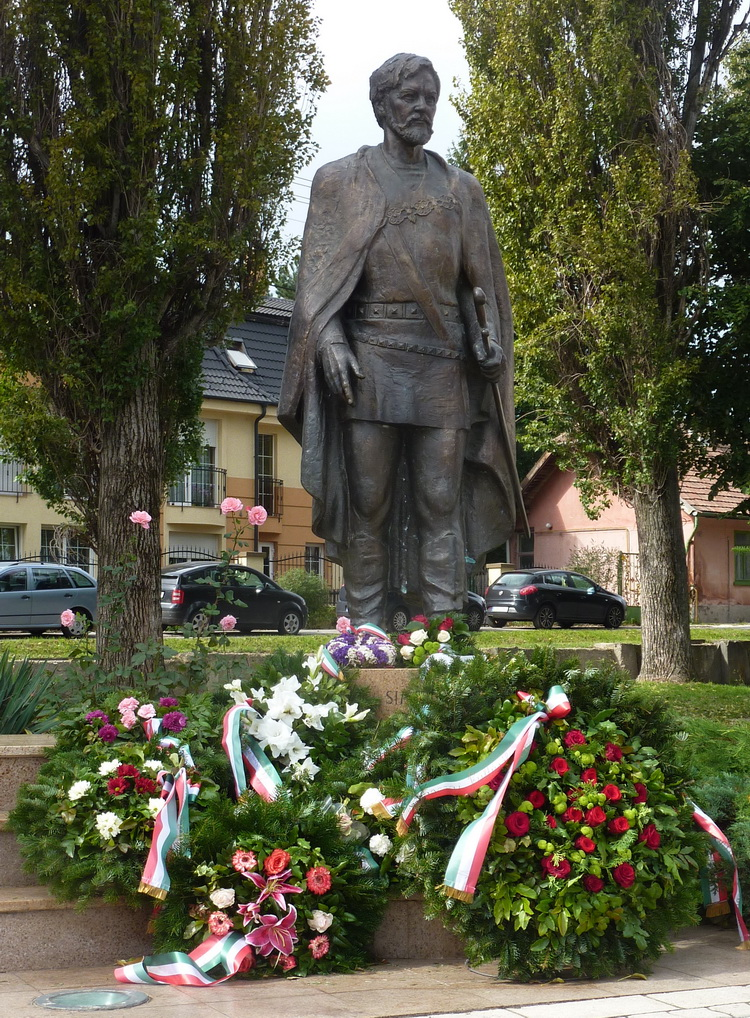
Simándy József szobra Kistarcsán

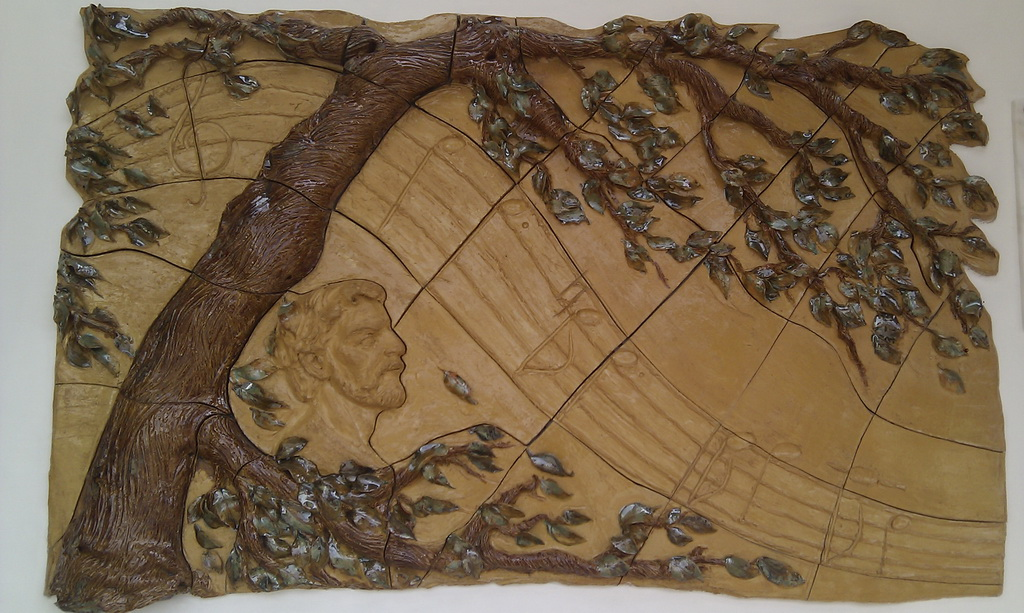
A Dallamfa című kerámiakompozíció

Kistarcsa legismertebb szülötte, Simándy József Kossuth-díjas operaénekes, minden idők legemlékezetesebb Bánk bánja, a Magyar Állami Operaház Örökös Tagja. Születésének 90. évfordulója alkalmából készült egy egész alakos bronzszobor – alkotója Janzer Frigyes Munkácsy-díjas szobrászművész –, melynél az énekes születésnapja (szeptember 18.) évfordulóján minden évben koszorúzási ünnepséget szervez az egyesület. Emellett a nevét viselő kistarcsai Simándy József Általános Iskola és Alapfokú Művészeti Iskola homlokzatán került elhelyezésre a Dallamfa című nagyméretű kerámiakompozíció.

A művész családjával folyamatosan együttműködve különböző programokat – elsősorban emlékhangversenyeket – rendeznek.

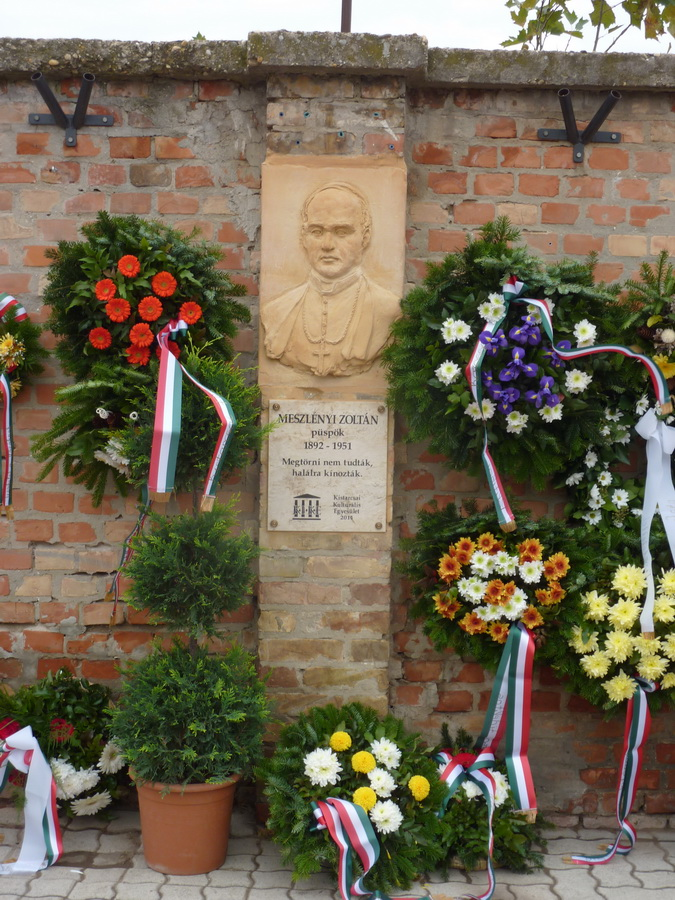
Meszlényi Zoltán domborműve Kistarcsán, az egykori internálótábor falán

### Boldog Meszlényi Zoltán emlékezete
Meszlényi Zoltán katolikus püspök a kommunista hatalom által 1950. június 29-én történt letartóztatása után a Kistarcsai Központi Internálótáborba került, ahol magánzárkában őrizték és kínozták. Halálának pontos körülményei a dokumentáció teljes eltüntetése következtében máig sem ismertek. Feltételezhető, hogy a kegyetlen bánásmód, a rossz fogva tartási körülmények és az orvosi segítség teljes hiánya vezethetett a valószínűleg 1951. március 4-én bekövetkezett halálához. A 2009-ben boldoggá avatott Meszlényi Zoltánnak emléket állítva a KIKE kerámia domborművet helyezett el a volt internálótábor emlékfalán. 2014. március 2-án Beer Miklós, a Váci Egyházmegye püspöke avatási ünnepség keretében szentelte fel a vértanú püspök domborművét.

### Szent Imre tér

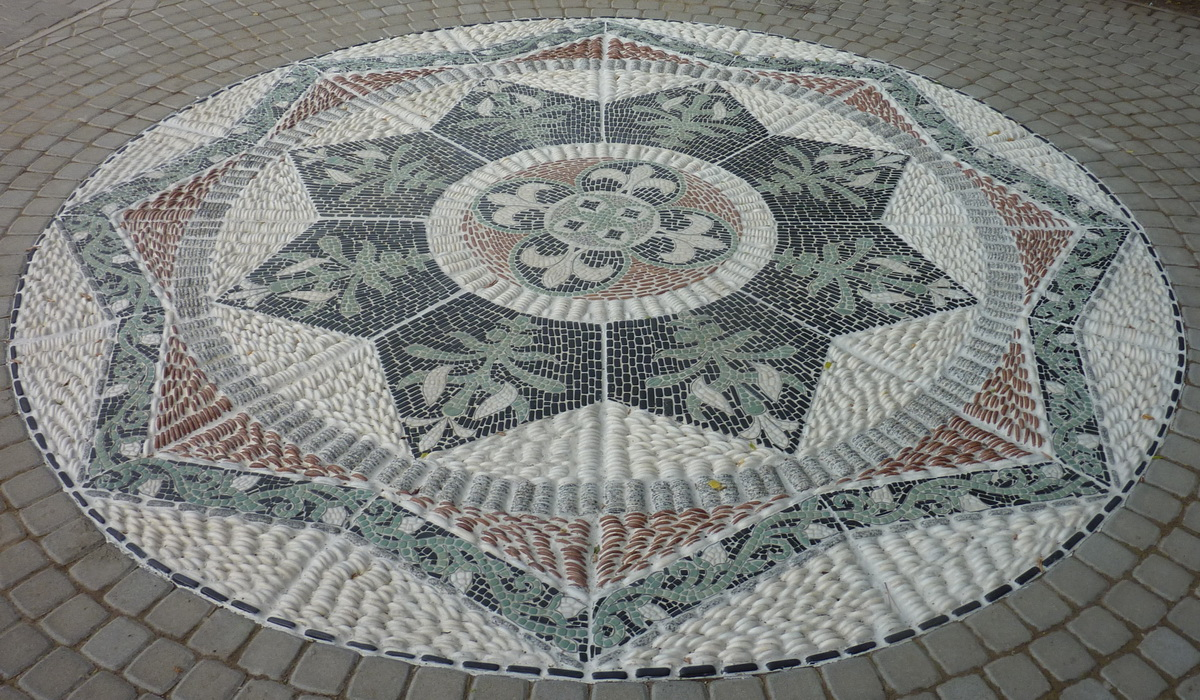
A KIKE mozaikkészítő tanfolyamának eredménye

A Szent Imre tér Kistarcsa központjában található. Parkjellegű elrendezésében áll a Sidló Ferenc által készített egész alakos Szent Imre-szobor. A herceg szobra előtti területet egy 3,5 méter átmérőjű, a maga nemében egyedülálló kőmozaik díszíti. Az alkotást a KIKE egyik – Európai Unió által támogatott – projektje keretében szervezett mozaikkészítő tanfolyam résztvevői készítettek. A mozaik hozzá méltó környezetben való elhelyezése megkövetelte a szobor felújítását, és az egész tér megújítását is. Az egész kompozíció együttes avatási ünnepségére 2013. június 2-án került sor.

## Ifjúságpolitika
Nem egyszerű feladat a középiskolai- és a felsőoktatásban részt vevő fiatalok helyi közösségi életbe történő bevonása. A tanulással kapcsolatos feladatok és az oktatási intézményük által szervezett programok mellett kevés idejük marad a lakóhely szerinti aktivitásra.  A KIKE nemzetközi projektekben való külföldi és hazai részvétel lehetőségével igyekszik megszólítani a település fiataljait, akik közül néhányan bekapcsolódnak az egyesület egyéb területeken folytatott tevékenységébe. Különösen fontos szerepet szánnak nekik az általuk már elsajátított információs és kommunikációs technológiai feladatok ellátásában, de egyéni érdeklődésük témáiban történő kibontakozásukra is mód nyílik.

## Nem formális felnőttoktatás
A KIKE 1993 áprilisi megalakulása óta minden csütörtökre szervez egy ismeretterjesztő előadást, ami csak akkor marad el, ha karácsony csütörtökre esik. Az érdeklődők a legkülönbözőbb témákban bővíthetik ismereteiket. A helyi és a regionális médiában meghirdetett klub jellegű esték nyitottak, azokon bárki térítésmentesen részt vehet.
A többnaposra szervezett szemináriumok, és a szemesztereken át tartó – elsősorban kézműves – tanfolyamok az ismeretgyűjtés mellett közösségformálási célokat is szolgálnak.

## Díjak

### Prométheusz-díj
Az Egyesület 2015-ben határozott a díj alapításáról, mellyel azokat a személyeket hivatott kitüntetni, akik a szervezet munkáját hosszú időn keresztül támogatták szellemileg, illetve anyagilag. A díjazottak Kiss Péter nyugalmazott rajztanár, Kistarcsa díszpolgára által tervezett emléklapot, valamint Janzer Frigyes, Munkácsy-díjas szobrász és éremművész által készített emlékérmet kapnak.

### Aranykavics Díj
Az Egyesület 2001-ben díjat alapított, melyre minden tavasszal felhívást ad közre az adott évben érettségiző kistarcsai diákok részére. Az Aranykavics Díjra azok pályázhatnak, akik az iskolájukban előírt tananyagnak az átlagosnál jobb eredménnyel történt elsajátítása mellett még valamilyen többlettevékenységet is folytatnak – elsősorban kulturális téren –, és ott sikereket értek el. Tovább növeli a munka értékét, ha a pályázó aktívan részt vesz a helyi közösségi életben. A díj átadására annak az iskolának az évzáró ünnepségén kerül sor minden évben, melyben a díjazott általános iskolai tanulmányait folytatta. A kiválasztott pályázó megkapja a fa posztamensen elhelyezett aranykavicsot, az emléklapot, valamint a mindenkori minimálbér összegét. A beérkező pályázatokat a kuratórium bírálja el, és tesz javaslatot az Egyesület elnökségének a díj odaítélésére.
A díjat eddig az alábbi kistarcsai vagy Kistarcsán tanult fiatalok nyerték el:
| - 2001: Komáromi András - 2002: Tanács Gergely - 2003: Fésűs Szilvia - 2004: Csider Borbála - 2005: Papp Vera - 2006: Szkordilisz Flóra - 2007: Simon Bence - 2008: Krisztik József - 2009: Takács Dóra - 2010: Torkos Aletta - 2011: Krisztik Erika - 2012: Mátyás Norbert | - 2013: Tomor Dávid - 2014: Barabás Xénia - 2015: Vass Virág - 2016: Ruzsa Bence - 2017: Nádasi Ádám - 2018: nem került kiosztásra - 2019: Ágai Noémi - 2020: Fehér Ilona - 2021: Gimesi Bence - 2022: Jámbor Zsófia - 2023: Rusznyák Emese - 2024: nem került kiosztásra |

## Kiadványok

### Kistarcsai Kalendárium
A KIKE 1997 végén készítette el az első – 1998-as évre szóló – Kistarcsai Kalendáriumot, amelyet évente kiad. A naptár részen túlmenően többségében helyi vonatkozású írások – aktív közösségek beszámolói, helytörténet – mellett bemutatkozási lehetőséget nyújtanak mindazoknak, akik akár hivatásszerűen, akár csak szabadidejükben folytatnak alkotó tevékenységet. A rendszeres kiadvány sok más közérdekű – a más településeken élők számára is érdekes – témájú írást tartalmaz.
A Kalendárium visszatérő rovatai:
- Éves visszatekintő a Kistarcsán megvalósult programokra
- A KIKE projektértékelője, az elkészült alkotások bemutatásával
- Külföldi projektekben részt vevő tagok élménybeszámolója
- Helyi értékek feltárása (kistarcsai személyek, események, épületek)
- Az Aranykavics Díjat elnyerő tanuló bemutatása

### Eddig megjelent kiadványok
- Névjegy (1995) – helyi tehetségek írásainak és alkotásainak gyűjteménye
- Szemináriumok (2003) – nemzetközi programok anyaga magyar és angol változatban
- KIKE emlékkönyv (2005) – az egyesület tevékenységének bemutatása
- Felnőtt oktatás (2012) – nemzetközi projektek eredményeinek anyaga
- Amulett (2014) – Deák Mór verseskötete
- Kistarcsa lakosságának genealógiája 1719–1895 (2014) – Györe Zoltán genealógus a KIKE felkérésére összeállította a kistarcsai családok családfáit[16]
- Gyáva népnek nincs hazája (2015) – Horváth Elemér válogatott versei
- Üdvözlet a világ közepéről (2016) – a II. világháború végéig megjelent kistarcsai képeslapok gyűjteménye
- Emlékem Simándy Józsefről (2017) – Simándy József születésének 100. évfordulója alkalmából egy kötetbe kerültek összegyűjtésre a művésszel kapcsolatos visszaemlékezések
- Kistarcsai látnivalók (2017) – Kistarcsa látnivalóinak turisztikai szempontú bemutatása
- Egy évszázad Kistarcsán. A 20. század leghosszabb ideig működő internálótábora Magyarországon (2020) – Ruzsa Bence helytörténeti kutatásait összefoglaló monográfia az egykori Kistarcsai Központi Internálótáborról[17][18]
- Kistarcsai Géniuszok – Az Aranykavics Díj megalapításának 20. évfordulója alkalmából (2022)